# خورخي ألين
خورخي ألين (بالإسبانية: Jorge Allen)‏ هو لاعب اتحاد الرغبي أرجنتيني، ولد في 12 يوليو 1956 في Vicente López Partido ‏ في الأرجنتين.

## وصلات خارجية
- خورخي ألين عل موقع إسبنسكروم (الإنجليزية)